# Kuznocin (województwo łódzkie)
Kuznocin – wieś w Polsce położona w województwie łódzkim, w powiecie piotrkowskim, w gminie Wolbórz.
Wieś biskupstwa włocławskiego w powiecie piotrkowskim województwa sieradzkiego w końcu XVI wieku.
W latach 1954–1968 wieś należała i była siedzibą władz gromady Kuznocin, po jej zniesieniu w gromadzie Wolbórz. W latach 1975–1998 miejscowość administracyjnie należała do województwa piotrkowskiego.